# Байгунчеков, Жумадил Жанабаевич
Байгунчеков (Байконшеков) Жумадил Жанабаевич (род. 8 июля 1947, Тараз) — советский и казахстанский учёный, доктор технических наук (1985), профессор (1987), академик НАН РК.

## Биография
Окончил Казахский национальный технический университет (1971). В 1980—1989 — заведующий лабораторией Института математики и механики. В 1989—1991 проводил научно-исследовательскую работу в Дрезденском техническом университете, в 1996 году — в Мидлсекском университете (Англия). В 1991—1997 годах — заведующий лабораторией, заместитель директора Института механики и машиноведения. С 1997 года директор этого института. Основные научные труды посвящены теории механизмов и машин. Байгунчеков открыл цифровой метод анализа и суммирования механизмов высоких классов. В результате были созданы новые грузоподъемные и манипуляционные устройства. Лауреат премии Ленинского комсомола (1980), награждён золотой медалью Международного и Российского союза инженеров им. В. Г. Шухова (1992). Работал в Казахстанско-Британском техническом университете в 2015 году.

## Сочинения
- Структурно-кинематический синтез механизмов и манипуляционных устройств высоких классов со многими степенями свободы, А., 1993 (соавт.);
- Основы структурно-кинематического синтеза ПМВК, А., 1994.

## Награды
- Орден Парасат (2022)[1]